# Dushan Dang
Dushan Dang (kinesiska: 都山荡) är en sjö i Kina. Den ligger i provinsen Jiangsu, i den östra delen av landet, omkring 100 kilometer sydost om provinshuvudstaden Nanjing. Dushan Dang ligger 3 meter över havet. Arean är 5,5 kvadratkilometer. Trakten runt Dushan Dang består huvudsakligen av våtmarker. Den sträcker sig 4,4 kilometer i nord-sydlig riktning, och 2,9 kilometer i öst-västlig riktning.
Genomsnittlig årsnederbörd är 1 542 millimeter. Den regnigaste månaden är juli, med i genomsnitt 268 mm nederbörd, och den torraste är december, med 50 mm nederbörd.